# 두순학
두순학(杜荀鶴, 846년 - 904년(907년?))은 중국 당나라 후기의 시인이다. 지주(池州) 석대(石臺, 지금의 중국 스타이 현 공계향貢溪鄕 두촌杜村) 사람이다. 자는 언지(彦之)로 구화산인(九華山人)으로도 불렸으며, 시인 두목의 막내아들(열다섯째)이라 하여 두십오(杜十五)라고도 불렸다.
어려서부터 학문을 좋아하였으며, 대순(大順) 2년(891년)에 46세로 진사가 되었다. 신라에서 와서 빈공과에 급제해, 선주 율수현위로 부임해 와 있던 최치원과 교분이 두터워 그에게 지어 보낸 「율수 최 소부에게 주다」라는 시가 있으며, 「빈공(賓貢)으로 와서 과거에 급제한 뒤 신라로 돌아가는 사람을 전송하다」라는 시도 남아 있다.
훗날 후량의 태조가 된 주전충에게 발탁되어 주객원외랑(主客員外郞), 지제고(知制誥)를 역임했으며 천우(天佑) 초에 한림학사(翰林學士)가 된지 5일 만에 사망. 금과 시에 능한 풍류인이었으나, 주전충의 권세를 얻고 교만하게 굴어서 다른 사람들의 미움을 샀다. 전직, 또는 현직 관인으로서 자기 마음에 들지 않는 사람이 있으면 그 마음에 안 드는 점을 세어두었다가 죽이려 했다고 《구오대사》에 전하며, 송대의 계유공(計有功)이 지은 《당시기사》(唐詩紀事)에는 "권세를 믿고 관리를 업신여기니 사람들이 분노하여 죽이려 했지만 미처 그러지 못했다(恃勢侮易搢紳，衆怒欲殺之而未及)"고 하여 다른 사람으로부터 죽임을 당하기 직전에 병사했다고 적고 있다. 아들 헌영(憲英)이 있었다.
문집으로 《당풍집》(唐風集) 3권이 있으며, 고운(顧雲)이 그 서문을 지었다. 송대 엄우(嚴羽)는 《창랑시화》(蒼浪詩話) · 시체(詩體)에서 그의 시체를 두순학체(杜荀鶴體)로 분류하였다. 한편 고려 말기의 저본을 바탕으로 조선 초기에 성립된 《협주명현십초시》(夾注名賢十抄詩) 중권에 최치원, 박인범 등 신라의 빈공제자 4인과 함께 두순학의 시가 수록되어 있다.
일본 센고쿠 시대 시오야마 에린지(塩山恵林寺)의 승려로, 다케다 신겐과도 교분이 있었던 가이센 쇼키(快川紹喜)가 에린지로 도망쳐 숨은 롯카쿠 요시하루 등 세 사람의 신병을 인도하라는 오다 노부나가의 요구를 거절하고 오히려 그들을 몰래 도망치게 해주어, 노부나가에 의해 방화되고 불타는 절 속에서 죽음 직전에 읊었다는 「훌륭한 선(禪)은 반드시 산과 물에서만 하는 것이 아니다/마음자리(心頭)가 적멸(寂滅)에 이르면 불도 스스로 시원하거늘(安禪は必ずしも山水を須ゐず、心頭を滅却すれば火も亦た涼し)」는 중국의 《벽암록(碧巖錄)》에 수록된 것으로 원래는 두순학의 시 「여름날 오공 상인의 거처에 제하여(夏日題悟空上人院)」에서 따온 구절이다.